# Batalla de Karameh
La batalla de Karameh es refereix a la batalla entre la resistència palestina i l'exèrcit Jordà contra l'exèrcit israelià el 20 de març de 1968 a la localitat Karameh, situada a la ribera del riu Jordà, a Jordània.
L'exèrcit d'ocupació israelià intentà ocupar la localitat de Karameh i atacar els camps palestins de l'OAP d'aquesta localitat i de Safi, trobant-se amb la resistència dels fedains palestins, la població local i les forces armades de Jordània, l'operació es convertí en una batalla generalitzada que acabà amb la victòria jordana i palestina, i la retirada de les forces israelianes, tot i l'enorme superioritat en armament dels invasors. L'exèrcit israelià hi perdé abundant material, tancs, camions i un avió de combat, però destruí bona part de la ciutat i s'endugué desenes de captius.
La batallà marcà un punt d'inflexió en la moral palestina, en ser la primera vegada que aconseguien fer retrocedir les forces israelianes, i suposà un gran augment de popularitat de l'Organització per l'Alliberament de Palestina, que veié com milers de palestins s'afegien als seus rengles.

## Batalla
Els mesos abans s'havien produït diferents xocs entre les forces jordanes i palestines i l'exèrcit d'Israel. Al febrer de 1968, Moixé Dayan, l'aleshores Ministre de Defensa d'Israel, va dir que la ciutat de Karameh era una base del partit Al-Fatah. El mes de març, Jordània denuncià una concentració de tropes Israelianes prop dels ponts Allenby i Damia, preparades per atacar el seu territori. El pretext usat per Israel (desmentit posteriorment) fou un atac el 18 març 1968, quan una mina col·locada en una carretera a prop d'Eilat va matar dues persones en un autobós. A la nit del 20 de març de 1968, els israelians van atacar per sorpresa, sense avisar el campament palestí de Karameh.
Una brigada cuirassada, una brigada d'infanteria, cinc batallons d'artilleria, un batalló de paracaigudistes, una brigada d'enginyeria, amb suport de l'aviació, un total de 15.000 soldats, amb 47 tancs, iniciaren l'atac contra els campaments palestins i la ciutat de Karameh. La resistència de la ciutat la formaven uns 900 guerrillers palestins, armats amb fusells i llançagranades antitanc, amb el suport duns 10.000 soldats jordans, molts d'ells situats fora la localitat, a les crestes de la Vall del Jordà i a la ruta de la Sal.
A les 5:30h del matí els blindats israelians travessaven els ponts i atacaven la ciutat. A les 6:30, els helicòpters transportaven les forces paracaigudistes al nord de Karameh, però una brigada d'infanteria jordana, que resistí atrinxerada fins i tot als atacs aeris i bombardejos, repel·lí els atacs dels invasors. Al sud, les forces israelianes provaren d'atacar a través del pont d'Abdullah, però les forces Jordanes aturaren el seu avanç. La força que atacà la ciutat aconseguí entrar a Karameh i atacar els campaments dels guerrillers palestins, perpo aquests evitaren l'encerclament. Quan els invasors intentaren maniobrar cap al nord, es toparen amb intensos combats contra fedains palestins i tropes jordanes.
Una altra força de la infanteria i blindats israelians es va dirigir cap a l'est per bloquejar el camí entre Salt i el pont Allenby, i es van trobar amb una Brigada cuirassada jordana, que tractava d'unir-se a la defensa de Karameh i aturà el seu avanç, fortificant-se a la zona muntanyosa i resistint als atacs de la força aèria israeliana.
La força que va creuar el pont Damiya es va establir al marge oriental. Els enginyers van començar a construir un nou pont i la força va continuar avançant cap a l'est, fins a la cruïlla de Musri, des d'on es planejava atacar el sud de Karameh, però van ser repel·lits per una brigada jordana.
Durant les següents hores, l'artilleria i els atacs aeris israelians es van concentrar contra les posicions jordanes en el camí entre Musri i Karameh, a la Ruta de la Sal, i a l'est del pont d'Abdullah. Els invasors aconseguir romandre a Karameh el temps suficient per destruir bona part de la localitat, demolit fins a 175 edificis.
A les 11h frustrades les seves esperances d'envoltar a tota la força de l'OAP, els israelians es van començar a retirar ràpidament, enduent-se desenes de combatents enemics captius, però van haver de lluitar durament per tornar a posicions segures, a l'oest del Jordà. Els combats s'allargaren tot el dia dins a les 20:40h que pogueren completar la retirada, deixant nombrosos tancs i vehicles destruïts o abandonats.

## Resultats de la batalla
Israel proclamà que havia aconseguit l'objectiu de 'destruir els camps palestins', però tot i la destrucció causada a la ciutat, la retirada i les pèrdues al camp de batalla matisaven les seves pretensions. Moixé Dayan havia convidat abans de la batalla als periodistes a veure's a l'hora de dinar a les muntanyes d'Al Salt, més enllà de Karameh, a Jordània, un indret on no posà mai els peus, ja que aquella mateixa nit les seves forces s'havien retirat entre combats cap a l'oest del Jordà a territori palestí que havien ocupat en la guerra dels sis dies.
El saldo de la batalla difereix segons les fonts, segons l'israelià Benny Morris les baixes israelianes foren de 33 morts i 161 ferits inclosa la pèrdua de quatre tancs, vehicles blindats, i un avió. Segons fonts palestines i jordanes més de 200 israelians havien mort en aquest atac i 45 tancs havien estat abandonats per l'exèrcit israelià, incloent 18 en estat operatiu, havien perdut també diversos vehicles blindats, un avió i un helicòpter.
Iàssir Arafat era present al campament, segons Organització per l'Alliberament de Palestina (OLP).
Pel que fa a Al-Fatah, Michael Kenneth Pollack estima que varen ser uns 100 morts, 100 ferits i de 120 a 150 presoners,
l'israelià Benny Morris parla de 156 morts i 141 presoners, 
i Les forces jordanes perderen segons Morris 84 soldats, i 30 foren capturats, a més de desenes de tancs.
El Consell de Seguretat de les Nacions Unides va emetre la resolució 248 que condemnava l'atac israelià contra el territori jordà i la violació de la línia d'alto el foc.
Aquesta batalla esdevingué una llegenda en el món àrab.
Al-Fatah va guanyar popularitat, i el nombre dels seus membres i seguidors va augmentar. Era la primera vegada que aconseguien fer retirar les forces israelianes. La batalla i la inesperada derrota israeliana posaren sobre el mapa l'existència d'una força resistent palestina, més enllà dels líders dels països àrabs, i situaren les seves demandes en l'agenda internacional. A final de mes, l'operació no només no havia aconseguit eliminar els fedains a Jordània, sinó que sumaven 20.000 membres, estats àrabs com Iraq i Síria donaren suport logístic i d'entrenament a la resistència palestina, i arreu dels països àrabs es feren aportacions econòmiques massives.
Els arxius publicats per l'exèrcit israelià el 2011 contradiuen la narrativa oficial israeliana, que havia afirmat que l'operació es va realitzar en represàlia per l'incident de l'autobús. Els arxius van revelar que Israel havia començar a planificar les dues operacions el 1967, un any abans de l'incident. També van revelar que l'exèrcit Israel havia fet proves per travessar el riu Jordà el 1966, mentre Jordània encara controlava la Ribera Occidental (Cisjordània).